# Юутилайнен, Илмари
Эйно Илмари Юутилайнен (фин. Eino Ilmari Juutilainen; 21 февраля 1914, Лиекса, Великое княжество Финляндское, Российская империя, — 21 февраля 1999, Туусула, Финляндия) — финский военный лётчик, признанный самым результативным лётчиком-истребителем в военно-воздушных силах всех стран, участвовавших во Второй мировой войне, за исключением Германии — в 1939—1944 годах сбил 94 советских самолёта, два из которых — во время советско-финляндской войны. Также является наиболее результативным пилотом среди летавших на Brewster F2A Buffalo — 35 побед.

## Биография
Родился в семье железнодорожника. Позднее семья переехала в Сортавалу, где Юутилайнен стал членом местного морского клуба и участвовал в походах по Ладожскому озеру. Прочитав книгу лучшего немецкого аса Первой мировой войны барона Манфреда фон Рихтгофена, Юутилайнен тоже решил стать лётчиком. Летом 1932 года был призван на действительную военную службу и в качестве помощника механика был направлен в 1-ю отдельную эскадрилью гидросамолётов. В 1933 году поступил в авиашколу братьев Кархумяки и смог получить лицензию пилота частного самолёта.
В 1936 году Юутилайнену удалось добиться направления в авиашколу финской авиации (фин. Ilmasotkoulu, сокр. ISK), находившуюся на аэродроме Каухава (Kauhava), возле города Лапуа.
1 мая 1937 года Юутилайнен в звании сержанта прибыл в «As5», располагавшуюся на аэродроме Суур-Мерийоки, в нескольких километрах западнее Выборга. Первоначально летал на самолёте-разведчике, затем в 1938 году был направлен на аэродром Утти, где в течение нескольких месяцев проходил подготовку в качестве лётчика-истребителя.

## Советско-финляндская война (1939—1940)
Свою первую воздушную победу сержант Юутилайнен одержал 19 декабря 1939 года, сбив на «Фоккере» FR-106 над Карельским перешейком бомбардировщик ДБ-3. 31 декабря в бою над северным берегом Ладожского озера он сбил И-16. В тот же день Юутилайнену было присвоено звание старшего сержанта, а спустя двадцать дней — 25 января 1940 года — звание старшины. 1 марта 1941 года Юутилайнену было присвоено звание прапорщика.
Является одним из четырёх финнов, дважды награждённых крестом Маннергейма II класса (и единственным среди них, не имеющим офицерского звания).
С 1947 года в отставке, работал частным пилотом. Оставил воспоминания «Я бил „сталинских соколов“».
| Тип и номер самолёта      | Период            | Число побед лично/в группе |
| ------------------------- | ----------------- | -------------------------- |
| Fokker D.XXI              | 01.12.39—13.03.40 | 2/1                        |
| Brewster B-239 BW-364     | 25.06.41—06.02.43 | 35                         |
| Bf.109 G-2 MT-7, MT-222   | 05.06.43—06.03.44 | 16                         |
| Bf.109 G-6 МТ-426, МТ-457 | 05.44—09.44       | 35                         |

Как и японский ас Сакаи,  ни разу не потерял в бою своего ведомого.